# Grenisöldur
Grenisöldur är ett berg i republiken Island. Det ligger i regionen Austurland, 300 km öster om huvudstaden Reykjavík. Toppen på Grenisöldur är 711 meter över havet, eller 63 meter över den omgivande terrängen. Bredden vid basen är 5,1 km.
Trakten runt Grenisöldur är nära nog obefolkad, med mindre än två invånare per kvadratkilometer. Det finns inga samhällen i närheten. Trakten runt Grenisöldur består i huvudsak av gräsmarker.